# Ukrainska latinska alfabetet

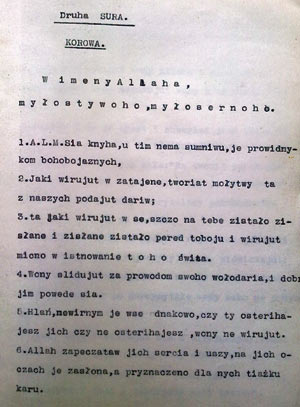
En ukrainsk översättning av Koranen på latinska alfabetet från 1910-talet.

Ukrainska latinska alfabetet (ukrainska: Українська латиниця, Ukrajinska latynytsja) syftar till systemet där latinska alfabetet används för att skrivas ukrainska språket. Idag skrivs ukrainska nästan exklusivt med kyrilliska alfabetet. Latinska alfabetet kan användas för att transkribera ukrainska språket.

## Historisk bakgrund
På 1800-talet fanns det diskussion om valet mellan latinska och kyrilliska alfabeten i Galizien, Österrike-Ungern, där majoriteten av folk var ukrainare. Denna diskussion kallades för alfabetskrig. Josip Lozynskyj var en av dem som argumenterade för latinska alfabetet. Det latinska alfabetet som hade tagit intryck av polska, kritiserades av bland andra Josyp Levytskyj och Markijan Sjasjkevytj. Särskilt Sjasjkevytj kritiserade det latinska alfabetet, eftersom det saknade historiska anknytningar till språket och det kyrilliska alfabetet fungerade bättre på att beskriva de ljud som finns i ukrainska språket. Dessutom var han rädd för det att det främmande alfabetet skulle bromsa det ukrainska folkets utbildning.
En ny diskussion, dock ej på öppen gata, om att börja använda latinska alfabetet började på 1850-talet. Denna gång avbildades på grund av tjeckiska och förslaget presenterades av Josef Jireček.
I början av sovjetiska ockupationen föreslog Serhij Pylypenko att ukrainska borde skrivas med latinska alfabetet så att det skulle vara lättare att sprida revolutioner till Västeuropa.

## I självständiga Ukraina
Efter Sovjetunionen kollapsade har det latinska alfabetet använts mestadels bara för att transkribera språket. Det första eniga transkriberingsförslaget utgavs av en kommitté av juridiska termer år 1996. Den sista uppdaterade versionen utgavs av Verchovna Rada år 2010 (mjukt tecken och apostrof transkriberas inte):
| Kyrilliska |   |   |   |   |   |        |   |    |   |   |       |      |   |   |   |   |   |   |   |   |   |   |   |    |    |    |    |      |        |        |
| а          | б | в | г | ґ | е | є      | з | ж  | и | і | ї     | й    | к | л | м | н | о | п | р | с | т | у | ф | х  | ц  | ч  | ш  | щ    | ю      | я      |
| Latinska   |   |   |   |   |   |        |   |    |   |   |       |      |   |   |   |   |   |   |   |   |   |   |   |    |    |    |    |      |        |        |
| a          | b | v | h | g | e | je, ie | z | zh | y | i | yi, i | y, i | k | l | m | n | o | p | r | s | t | u | f | kh | ts | ch | sh | shch | yu, iu | ya, ia |

År 2018 Ukrainas utrikesminister Pavlo Klimkin föreslog att det latinska alfabetet borde tas officiellt i bruk vid sidan av det kyrilliska. Hans uttalande dömdes vitt och brett. Det latinska alfabetet kritiserades, eftersom det skulle ha bryta ukrainares förbindelse till sin historia. De som var för latinska alfabetet försökte länka det kyrilliska alfabetet till en föreställning om att Ukraina var en del av den så kallade ryska världen genom alfabetet.